# Wagon-foudre

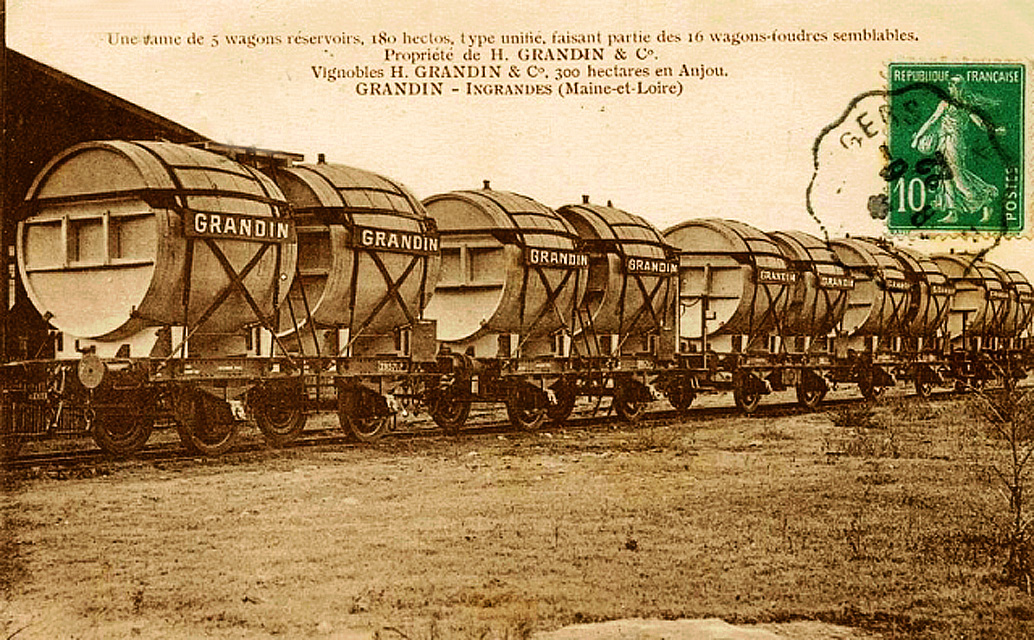
Train de vin Grandin en gare d'Ingrandes.

Le wagon-foudre, est un type ancien de wagon ferroviaire, antérieur au wagon-citerne, permettant le transport du vin dans des foudres, de grosses barriques réalisées selon la technique de la tonnellerie. 
Les foudres pouvaient contenir entre 50 et 80 hectolitres de vin. 
Les wagons pouvaient être monofoudres ou plus souvent bi-foudres. Leur construction selon la technique de la tonnellerie en faisait un cas particulier dans le domaine des wagons pinardiers puisque le vin peut aussi bien être transporté dans des citernes métalliques, ou plastiques, etc. 

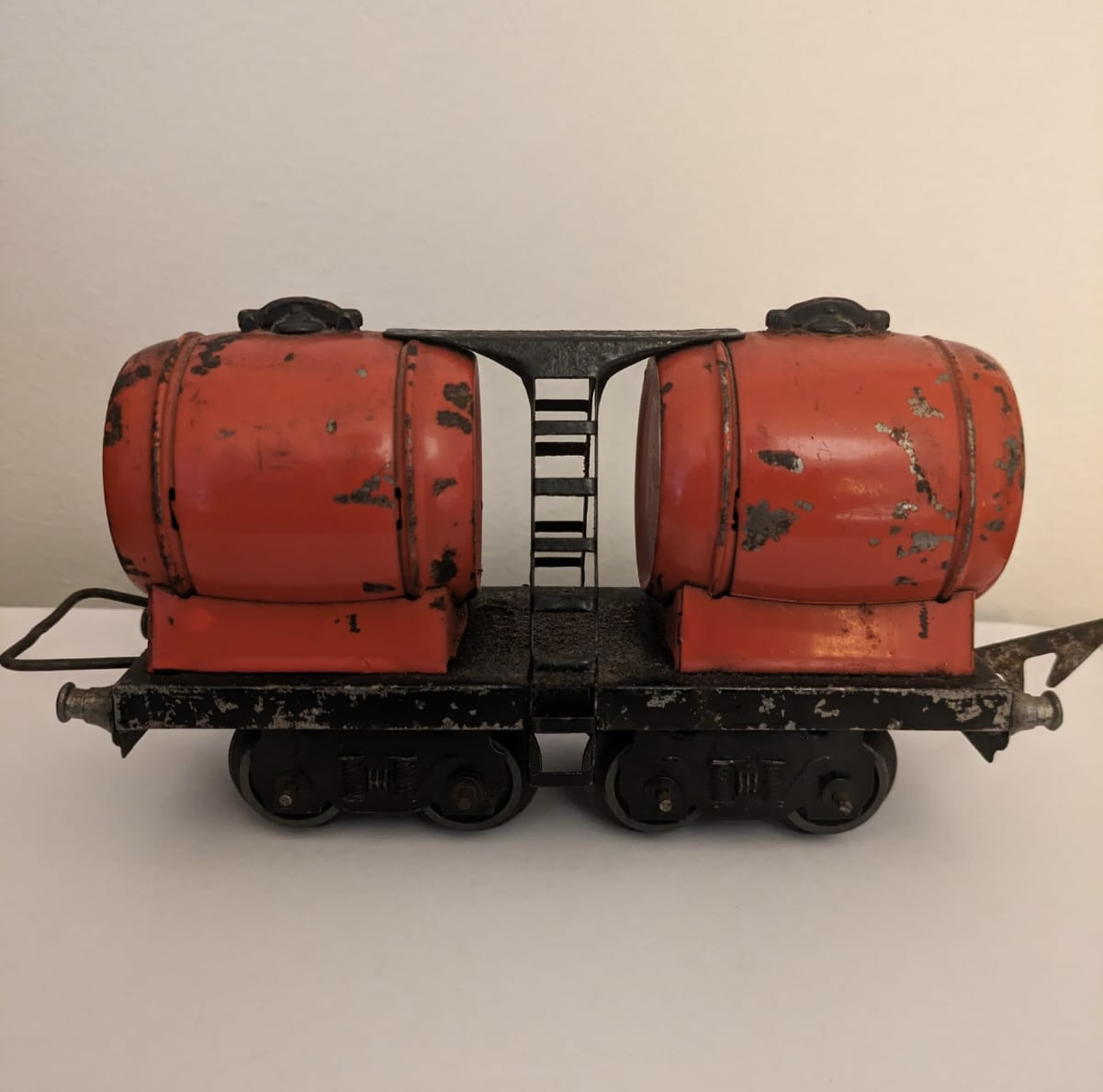
Wagon-foudre miniature, jouet fabriqué par JEP vers 1936.

Avant l'avènement du chemin de fer, le vin en France était exclusivement transporté en futs de bois par voie d'eau ou par la route. Ces wagons spécialisés dans le transport de vin ont été utilisés de la fin du XIXe siècle (1895) jusqu'au milieu du XXe siècle environ. À partir de 1900, les wagons-foudres deviennent très répandus, voire dominants. Effectivement, les compagnies de chemin de fer ont découvert que le transport de vin en wagon-foudre était beaucoup plus rentable, que le transport en fûts. Les avantages étaient nombreux : 

« Le prix du transport des fûts vides en retour, fut toujours plus élevé que celui du wagon-foudre vide. Il existait aussi une différence de prix entre 1 hectolitre de vin transporté en wagon-foudre et 1 hectolitre en fût, au bénéfice du premier. Les expéditeurs et destinataires furent attirés par cette différence et par les tarifs avantageux concédés au wagon-foudre. 
Les compagnies se targuèrent de faire des économies avec les wagons-foudres: diminution du poids mort en retour, pertes par coulage, fuites ou avaries moindres, encombrements du stockage dans les gares, moins de personnel effectuant la manutention. »

## Préservation
Deux wagons bi-foudres (reconstitutions contemporaines sur anciens châssis) ont été préservés ; un à la Cité du train et un autre par l'APPAF à Nîmes.